# Stam1na
Stam1na ist eine finnische Thrash-Metal-Band aus Lemi.

## Geschichte

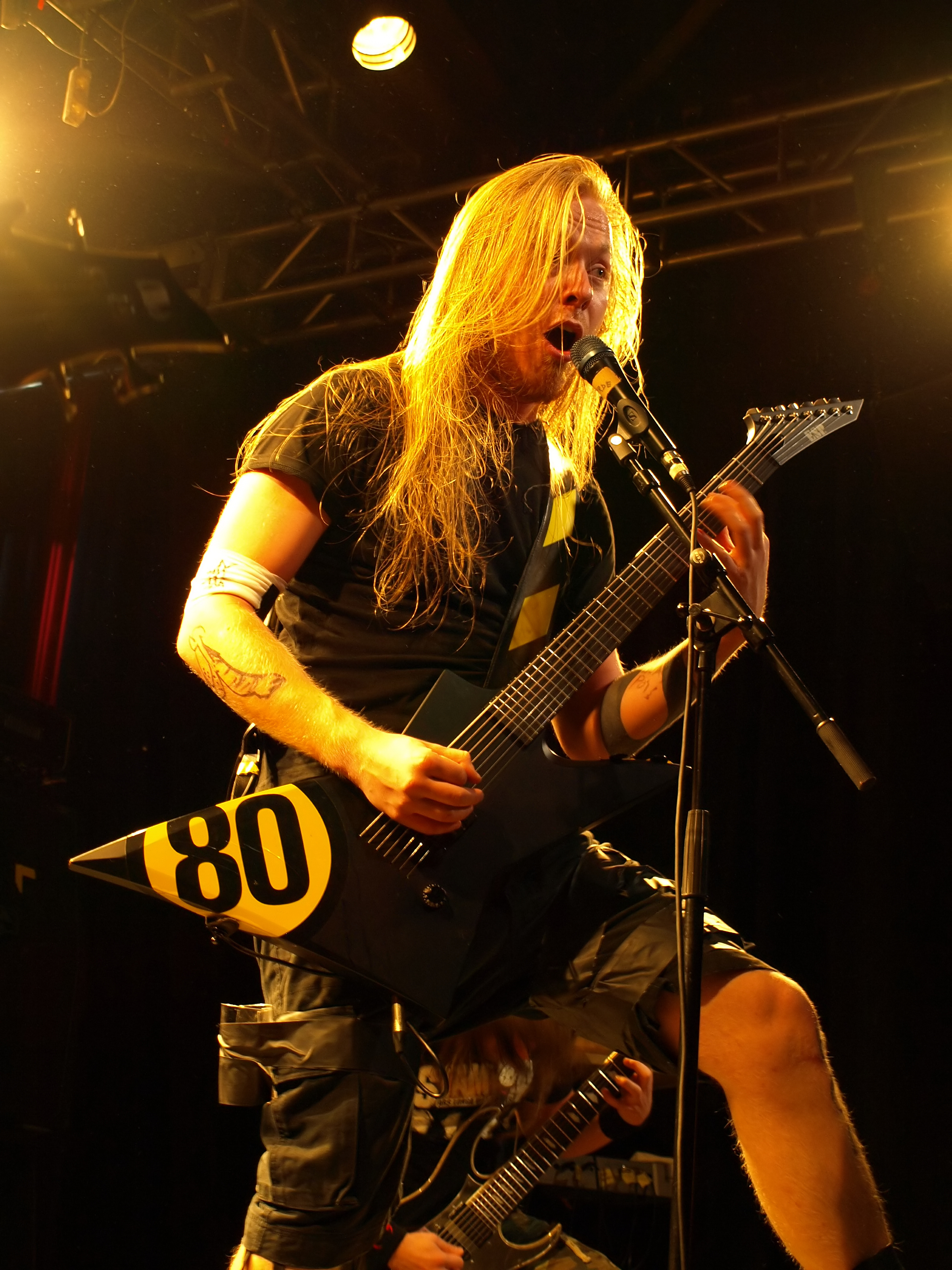
Sänger Antti Hyyrynen

Stam1na wurde 1996 von Antti Hyyrynen, Pekka Olkkonen und Teppo Velin unter dem Namen „Stamina“ gegründet. Auf den ersten drei Demos, die in den Jahren 1997 bis 2000 entstanden sind, singt Hyyrynen, der zu diesem Zeitpunkt auch Bass spielt, noch auf Englisch. Ab der Demo Vihaa von 2001 sind alle Texte in finnischer Sprache. 2002 ändern die Mitglieder kurz nach der Veröffentlichung von Promo 2002 den Bandnamen auf „Stam1na“, um sich in Suchmaschinen gegen das gleichnamige Staubblatt besser hervorheben zu können.
2004 erhielt Stam1na einen Plattenvertrag als zweite Band bei dem noch jungen Label Sakara Records, das im Jahr zuvor von Mitgliedern der Band Mokoma gegründet worden war. Mit der Unterstützung der Produzenten Janne Joutsenniemi und Miitri Aaltonen entstand das Debütalbum Stam1na, das am 2. März 2005 veröffentlicht wurde und während des achtwöchigen Aufenthalts in den finnischen Albumcharts Platz 13 erreichte. In den nachfolgenden Monaten war Stam1na viel auf Tour, weshalb auch Bassist Kai-Pekka Kangasmäki als Session- und Tourmusiker aufgenommen wurde, der das Line-Up im November 2005 schließlich als festes Mitglied komplettierte. Bei den Finnish Metal Awards 2005 am 17. Februar 2006 erhielten sie die Auszeichnung als „Newcomer des Jahres“.
Das zweite Album Uudet kymmenen käskyä erschien am 10. Mai 2006 und stieg auf Platz drei der finnischen Albumcharts ein. Das von Kritikern sehr gelobte Album verkaufte mit Stand 12. Juni 2008 über 15.000 Einheiten und wurde mit der Emma in der Kategorie „Bestes Metal-Album“ und einer Goldenen Schallplatte ausgezeichnet. Die daraus ausgekoppelte Single Likainen parketti erreichte Platz 1 in den Singlecharts.
Im November 2006 tourte die Band gemeinsam mit Mokoma und Rytmihäiriö durch Finnland. Dabei wurde im Nosturi in Helsinki, im Teatria in Oulu und im Rytmikorjaamo in Seinäjoki die DVD Sakara Tour 2006 aufgenommen, die im Mai 2007 erschien. Im Anschluss machten sie sich an die Arbeiten zu ihrem dritten Album. Im Oktober begleitete die Band ihre finnischen Kollegen von Apocalyptica und Sturm und Drang auf der World Collides-Tour durch die baltischen Staaten und Deutschland.
Raja, das dritte Album, erschien am 13. Februar 2008 und stieg sofort auf Platz 1 der finnischen Albumcharts ein. Bei den Finnish Metal Awards 2008 im Februar 2009 erhielt Raja den Award als bestes Album des Jahres und den für das beste Cover-Artwork. Zudem wurde Stam1na zur besten Band des Jahres und Antti Hyyrynen zum besten Sänger des Jahres gewählt.
Am 10. Februar 2010 veröffentlichte Stam1na das vierte Studioalbum Viimeinen Atlantis. Es ist unter anderem als Vinyl und in Buchform erhältlich, wobei das Buch eine Fotoreportage der Aufnahmearbeiten und einen Comic enthält, der seit 9. Dezember 2009 nach und nach auf der eigens zum Album erstellten Website viimeinenatlantis.fi enthüllt wurde. Wie auch schon Raja stieg Viimeinen Atlantis sofort auf Platz 1 der finnischen Albumcharts, schlug dabei das neue Album der international viel bekannteren Band HIM, und verkaufte noch in der ersten Woche nach Veröffentlichung genug Kopien für eine Goldene Schallplatte.
Anfang November 2010 veröffentlichte Stam1na auf Anregung vieler Fans die Kompilation Vanhaa paskaa, die ihre selbstveröffentlichten, lange vergriffenen Demos und Promos aus den Jahren 1997 bis 2008 sowie einige für frühere Alben eingespielte Lieder enthält. Die Kompilation erreichte Platz 2 der finnischen Albumcharts. Im Anschluss ging die Band gemeinsam mit ihren Labelkollegen Mokoma, Rytmihäiriö und FM2000 auf die Sakara Tour 2010. Bei zwei Auftritten ist auch der jüngste Labelzugang Teräsbetoni vertreten.
Am 8. Februar 2012 erschien das fünfte Studioalbum Nocebo, das wie schon der Vorgänger noch in der Erscheinungswoche eine Goldene Schallplatte erhielt.

## Bandmitglieder

Stam1na live auf dem Rockharz 2019
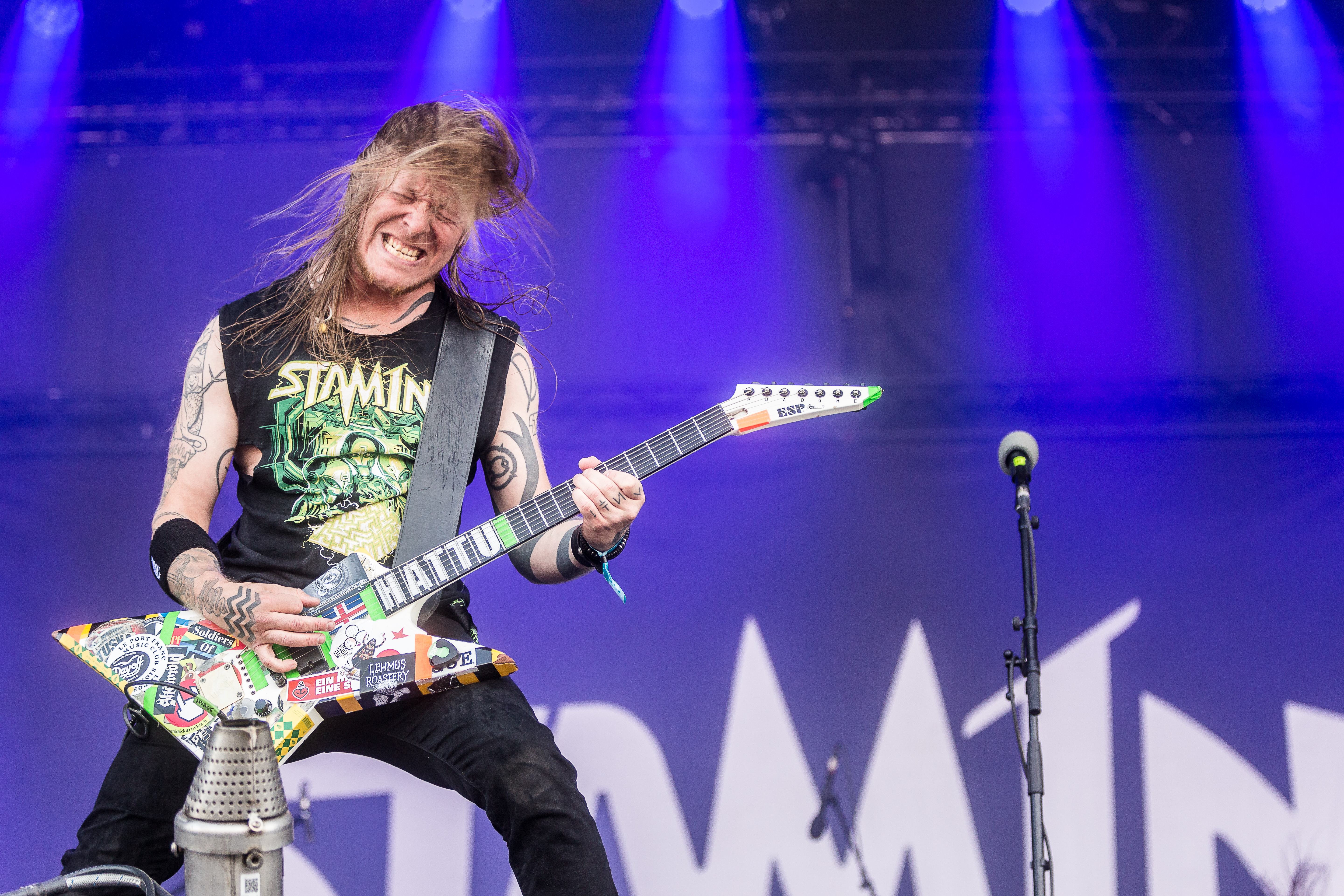
Sänger und Gitarrist Veli Antti Hyyrynen
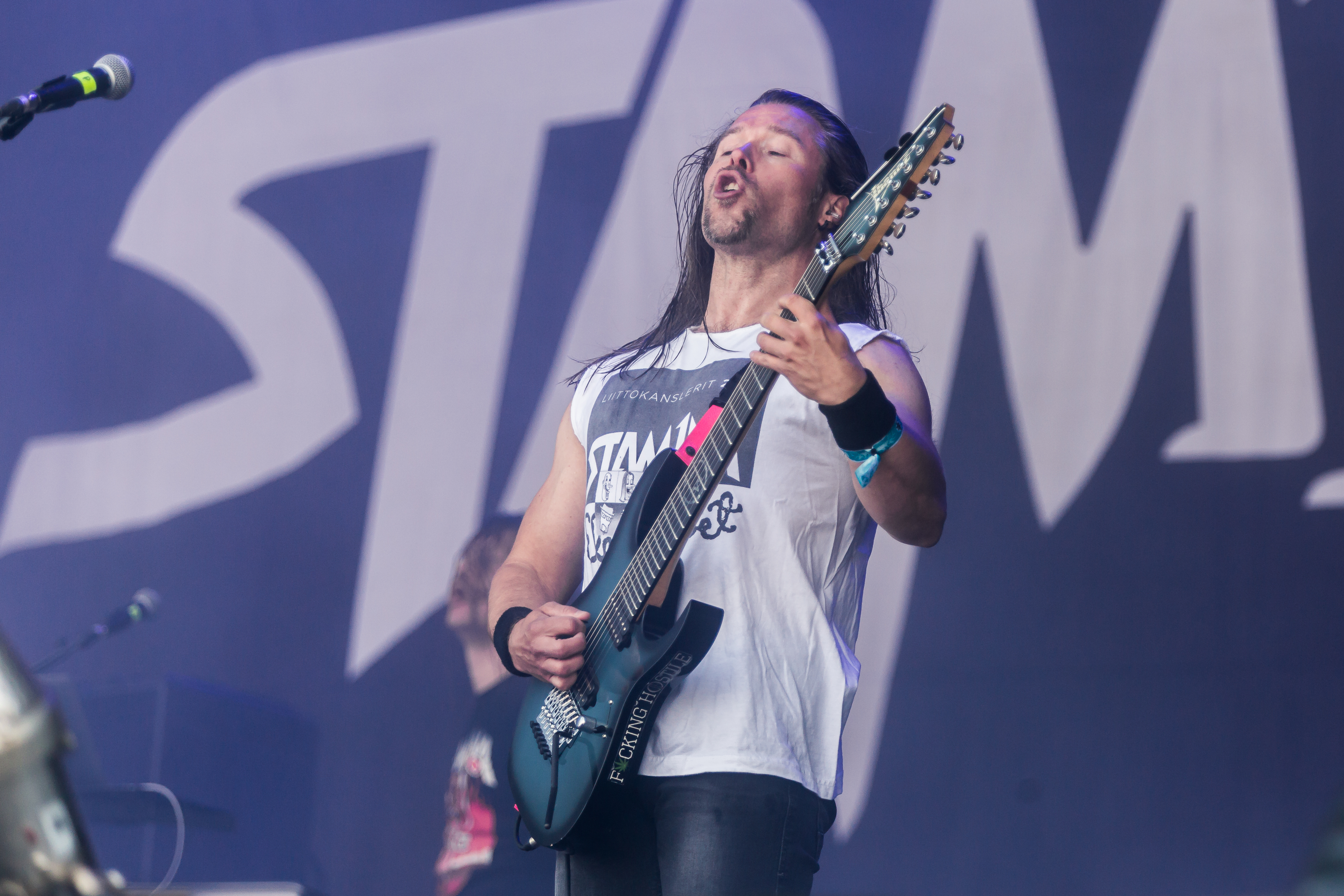
Gitarrist Pekka Olkkonen
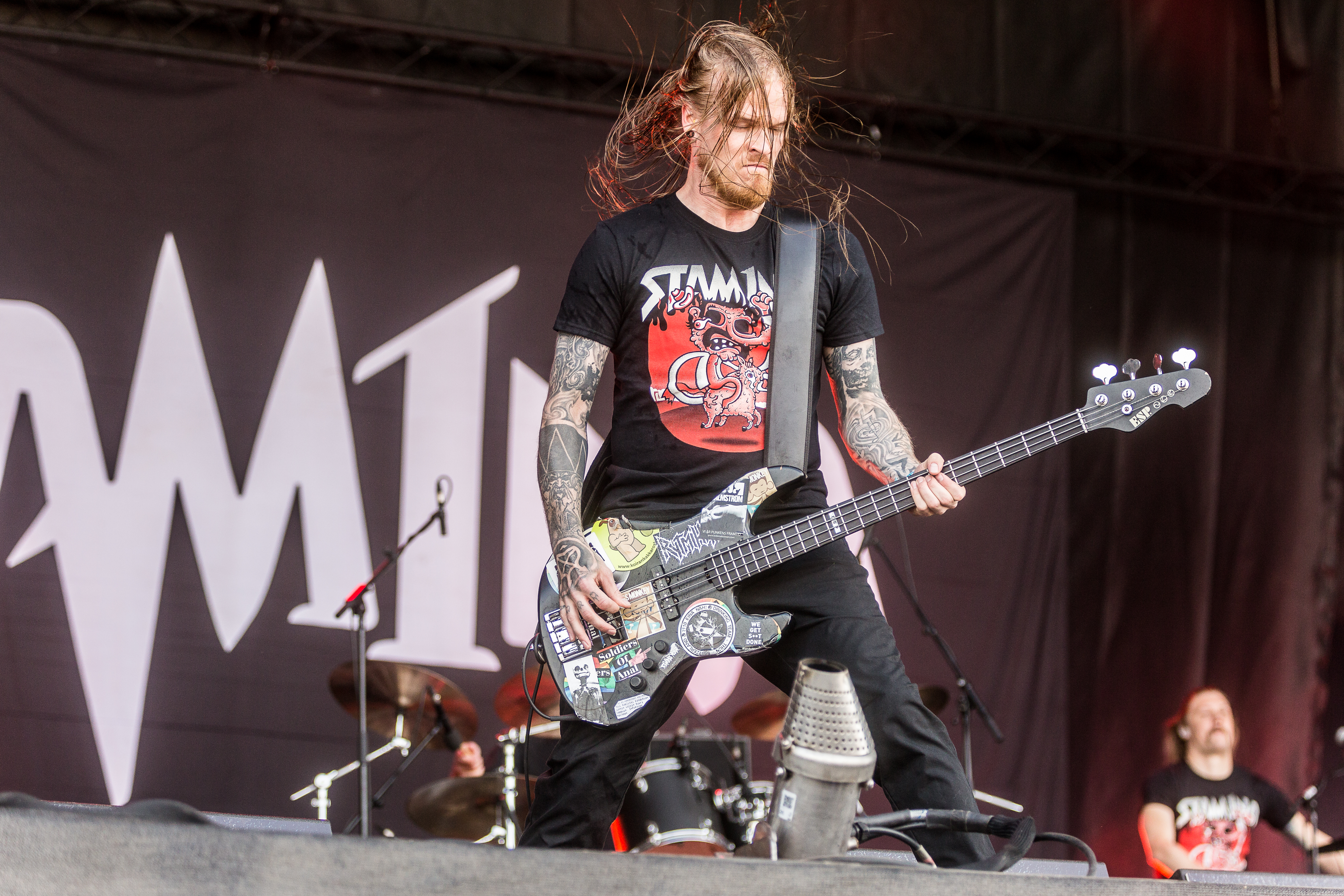
Bassist Kai-Pekka Kangasmäki
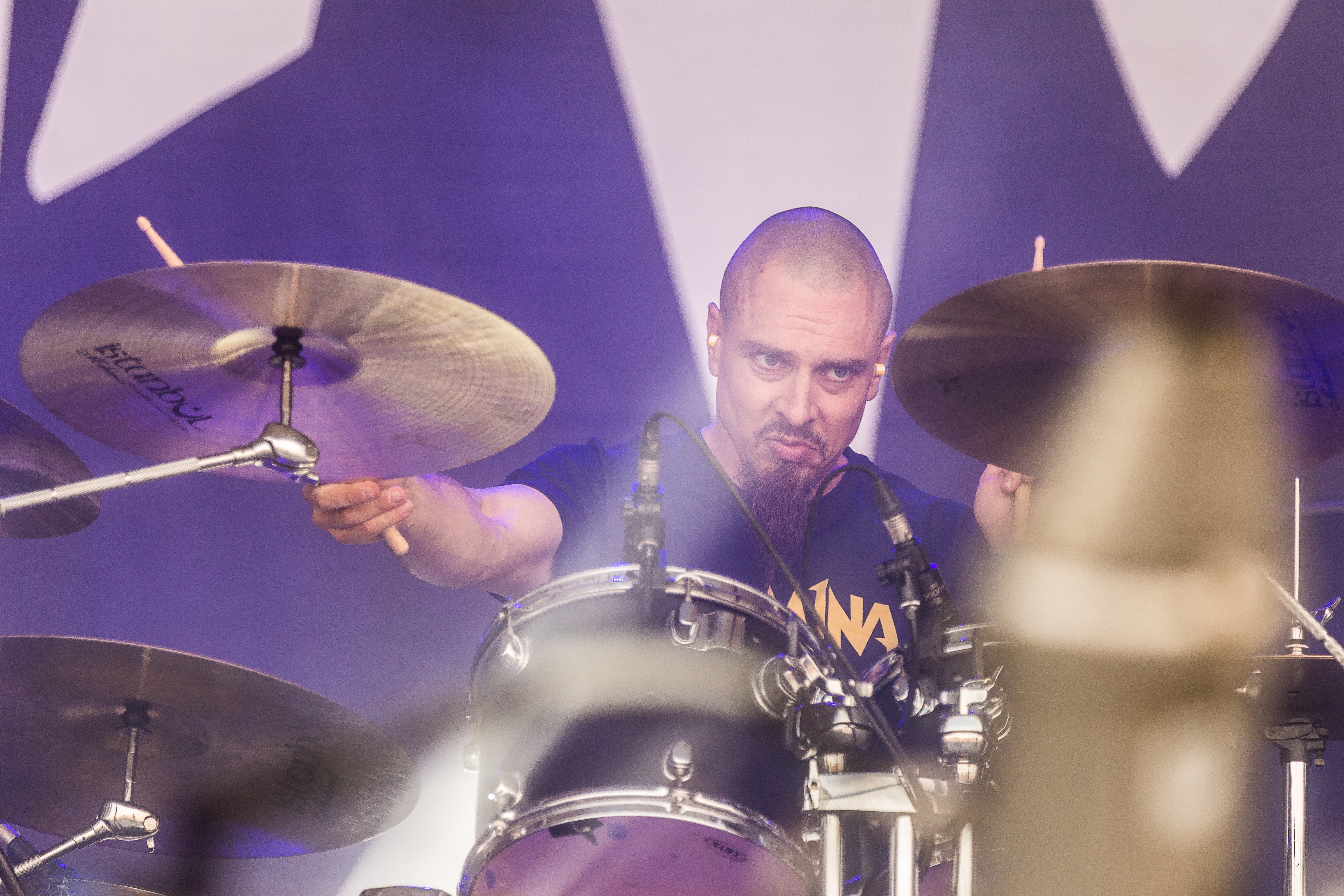
Schlagzeuger Teppo Velin
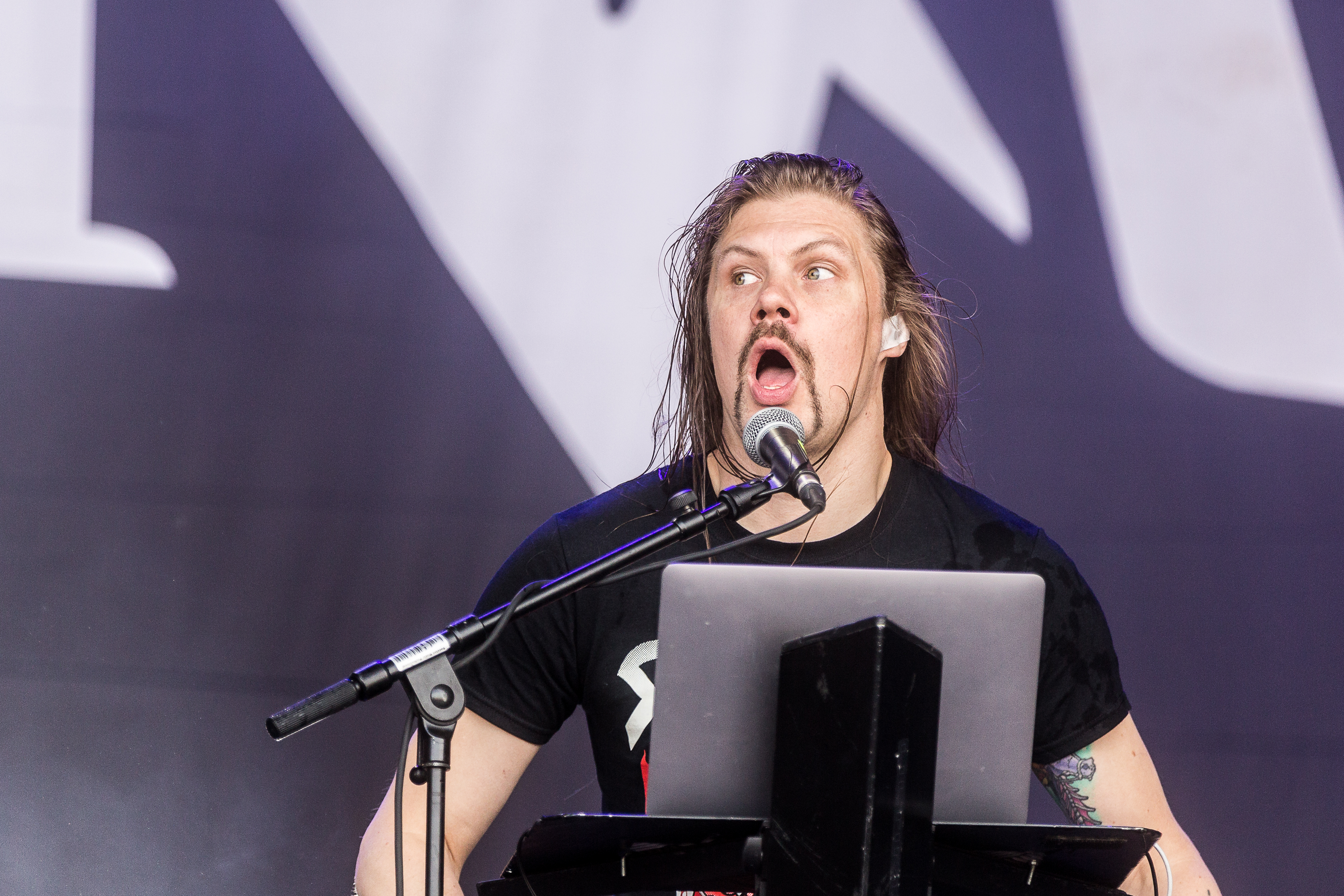
Keyboarder Emil Lähteenmäki

## Diskografie

### Alben
| Jahr | Titel                 | Höchstplatzierung, Gesamtwochen, AuszeichnungChartsChartplatzierungen (Jahr, Titel, Platzierungen, Wochen, Auszeichnungen, Anmerkungen) | Anmerkungen                                              |
| Jahr | Titel                 | FI | Anmerkungen                                              |
| ---- | --------------------- | --- | -------------------------------------------------------- |
| 2005 | Stam1na               | FI13 (8 Wo.)FI | Erstveröffentlichung: 2. März 2005                       |
| 2006 | Uudet kymmenen käskyä | FI3 Gold · (14 Wo.)FI | Erstveröffentlichung: 10. Mai 2006                       |
| 2008 | Raja                  | FI1 (8 Wo.)FI | Erstveröffentlichung: 15. Februar 2008                   |
| 2010 | Viimeinen Atlantis    | FI1 Gold · (15 Wo.)FI | Erstveröffentlichung: 10. Februar 2010                   |
| 2010 | Vanhaa paskaa         | FI2 (2 Wo.)FI | Erstveröffentlichung: 3. November 2010 Demos-Kompilation |
| 2012 | Nocebo                | FI1 Gold · (14 Wo.)FI | Erstveröffentlichung: 8. Februar 2012                    |
| 2014 | SLK                   | FI1 (20 Wo.)FI | Erstveröffentlichung: 7. Februar 2014                    |
| 2016 | Elokuutio             | FI1 (21 Wo.)FI | Erstveröffentlichung: 18. März 2016                      |
| 2018 | Taival                | FI1 (23 Wo.)FI | Erstveröffentlichung: 12. Oktober 2018                   |
| 2020 | Va10                  | FI13 (1 Wo.)FI | Erstveröffentlichung: 14. Februar 2020                   |
| 2021 | Novus ordo mundi      | FI1 (11 Wo.)FI | Erstveröffentlichung: 26. Februar 2021                   |
| 2023 | X                     | FI1 (8 Wo.)FI | Erstveröffentlichung: 29. September 2023                 |

EPs
- 2003: Väkivaltakunta

Demos
- 1997: Brainrape
- 1998: Moulted Image
- 1999: Passion Sessions
- 2001: Vihaa
- 2002: Promo 2002
- 2004: Arkkitehti
- 2004: Liha

### Singles
| Jahr | Titel Album                             | Höchstplatzierung, Gesamtwochen, AuszeichnungChartsChartplatzierungen (Jahr, Titel, Album, Platzierungen, Wochen, Auszeichnungen, Anmerkungen) | Anmerkungen |
| Jahr | Titel Album                             | FI | Anmerkungen |
| ---- | --------------------------------------- | --- | ----------- |
| 2005 | Kadonneet kolme sanaa Stam1na           | FI17 (6 Wo.)FI |             |
| 2005 | Paha arkkitehti Stam1na                 | FI4 (4 Wo.)FI |             |
| 2006 | Likainen parketti Uudet kymmenen käskyä | FI1 (2 Wo.)FI |             |
| 2007 | Sakara Tour 2006 Nosturi –              | FI7 (1 Wo.)FI |             |
| 2007 | Sakara Tour 2006 Työnkulma –            | FI8 (1 Wo.)FI |             |
| 2007 | Sakara Tour 2006 Rytmikorjaamo –        | FI9 (1 Wo.)FI |             |
| 2007 | Sakara Tour 2006 Tivoli –               | FI11 (1 Wo.)FI |             |
| 2007 | Sakara Tour 2006 Teatria –              | FI12 (1 Wo.)FI |             |
| 2007 | Sakara Tour 2006 Lutakko –              | FI14 (1 Wo.)FI |             |
| 2007 | Sakara Tour 2006 Sibeliustalo –         | FI16 (1 Wo.)FI |             |
| 2012 | Valtiaan uudet vaateet Nocebo           | FI17 (1 Wo.)FI |             |

Weitere Singles
- 2006: Edessäni
- 2012: Puolikas ihminen
- 2014: Panzerfaust
- 2014: Dynamo
- 2014: Vapaa on sana
- 2016: Kuudet raamit
- 2016: Verisateenkaari
- 2018: Elämänlanka
- 2018: Enkelinmurskain
- 2018: Gaian lapsi

### Videoalben
- 2007: Sakara Tour 2006
- 2009: K13V